# Mészáros Tibor (irodalomtörténész)
Mészáros Tibor (Budapest, 1965. március 17. –) bibliográfus, könyvtáros, irodalmi muzeológus, Márai Sándor hagyatékának gondozója. A Petőfi Irodalmi Múzeum munkatársa. Szerkesztése, kutatómunkája nyomán jelenhetett meg többek közt Márai Sándor naplóinak eddig legteljesebb kiadása.

## Tanulmányai
Magyar–könyvtár szakon diplomázott 1988-ban Berzsenyi Dániel Tanárképző Főiskolán. Hitoktatói szakot végzett a PPKE Hittudományi Karon.

## Díjai, elismerései
- Az MMA Irodalmi Tagozatának az Év Legjobb Könyve Díja (2024)[6]

## Bibliográfia

### Részvétel kiállításokban
- „Tiltott zászlók alatt.” Szamizdat kiállítás. (Társrendezés, 1990)
- Márai Sándor-kiállítás (PIM, 2000)
- Márai Sándor-vándorkiállítás (2001-től 12 országban, 30 helyszínen)
- Márai Közép-Európája. Közép-Európa Máraija. (Budapest: Közép-európai Kulturális Intézet, 2004)
- A könyvember. Kiállítás Haiman György tiszteletére. (2014)
- „Ilyen nagy dolog a Szabadság?…” Emigráció – forradalom – művészet
- A Petőfi irodalmi Múzeum kiállítása az 1956-os forradalom és szabadságharc 60. évfordulója tiszteletére (2016)
- A kassai Márai Sándor-emlékkiállítás rendezése (2019)

### Publikációk (válogatás)
- A Helikon Kiadónál a Márai-életműsorozat mintegy harminc kötetének szerkesztése, jegyzetelése, kötetben való első közlése (1999–2018)
- Mintegy 40 tanulmány, interjú Márai Sándorról
- Csak idegenben érti meg az ember. Hangdokumentumok Márai Sándor életéből. CD-ROM. Szerk.: Maróti István és Mészáros Tibor, Bp., PIM, 2000.
- Éltem egyszer én, Márai Sándor. Bp. 2000. PIM–Helikon. (Képeskönyv mintegy 100 fotóval.)
- Márai Sándor bibliográfia (Budapest: Helikon – PIM 2003, 12 ezer tételes bibliográfia)[7]
- Kozma György: Megérkezni Egerbe… Márai Sándor egri kapcsolatai c. tanulmányának lektorálása. In.: Archivum 16. Eger. 2004. 71–114. p.
- Márai Sándor: Bölcsességek januártól decemberig. (A négy évszak, Ég és föld, Füves könyv című kötetek, valamint kötetben eddig meg nem jelent 45 prózai epigramma, utóbbiak összegyűjtése.) Bp. 2004. Helikon.
- „Köszönöm a sorsnak, hogy ember voltam” Képek és tények Márai Sándor életéből (Budapest: PIM – Helikon 2006)
- Márai Sándor: A forradalom előérzete (1956 Márai Sándor írásainak tükrében) (A kötet írásainak összegyűjtése, szerkesztése, jegyzetelése). Bp. 2006. Helikon
- Márai Sándor: A teljes napló 1943–1989. Budapest. 2006–2018. Helikon kiadó. A sorozat 18 kötetének szerkesztése, jegyzetelése
- „Szeress egészen mellékesen és szelíden.“ (Márai-idézet az év minden napjára CD-melléklettel.) Bp. 2007. Helikon.
- Košickỳ mešťan Márai. - Márai, a kassai polgár. (Kassa: Hernád Magyar Lap- és Könyvkiadó 2008).
- Márai Sándor: Boros könyv. Bp. 2012. Helikon.
- Az Irodalmi Magazin 2013. 2., Márai Sándorról szóló számának összeállítása, szerkesztése, képválogatása
- Márai Sándor: Fedőneve: Ulysses. I. (S. a. r., jegyz., utószó) Bp. 2014. Helikon. (Az író Szabad Európa Rádióban elhangzott felolvasásai.)
- Márai Sándor: Fedőneve: Ulysses II. (S. a. r., jegyz., utószó) (Bp. 2017. Helikon) (Az író Szabad Európa Rádióban elhangzott felolvasásai.)
- Egy 20. századi Odüsszeia. Márai Sándor élete I-II. (Budapest: MMA Kiadó 2024)

### Konferencia- és irodalmi előadások (válogatás)
- The wanderer of the twentieth century. (San Diego, 2009, Párizs, 2010)
- Visszhangos vers. (Halotti beszéd.) (Szombathely, 2010. okt. 14.)
- Részvétel az Irodalmi Jelen Márai-konferenciáján (PIM, 2014. jún. 3.)
- Márai Sándor című dokumentumfilm megtekintése és beszélgetés Sipos József filmrendezővel. Budapest, Erőművház, 2014. okt. 22.
- Előadás a Lakatos Éva-emlékkonferencián A publicista Márai címmel
- Előadás a Nagy az Isten állatkertje című konferencián Az állatok királya: a kutya címmel (Nyíregyháza, 2016)
- Jó lehet ez még valamire, előadás a levéltári konferencián a Márai-hagyatékról, (Veszprém, 2016)
- Márai és a művészetek című műhelybeszélgetés (MMA), Pesti Vigadó, 2016. okt. 17.
- Előadás az MTA Courage szervezésében létrejött konferencián (2016. dec. 4.)
- 25 részből álló előadássorozat Budapesten az Erőművházban (2013–2015)
- 23 féle különböző témájú irodalmi est Márai Sándorról Hirtling István színművésszel

### Dokumentumfilmekben való részvétel
- Jánosi Antal. Márai Sándor utolsó évtizede. (1999)
- Dárday István – Szalai Györgyi. Minden másképp van – Márairól. (2007)
- Sipos József. Márai Sándor. (2008)
- Gilberto Martinelli. A szabadság keserű íze. Márai Sándor és Nápoly. (2011)
- Enyedi Ildikó – Martin Štelbaský. Széllel szemben. (2011)
- Álmok álmodói. Márai Sándor. (2022)

### Egyéb
- maraisandor.hu oldal szerkesztése (2008– )
- Márai napok szervezése a PIM és a Helikon Kiadó részvételével (2006–2010)